# Rigpa
Rigpa (skt. widja; tyb.: རིག་པ, Wylie: rig pa) – termin tybetański tłumaczony jako „pierwotna obecność” stosowany na użytek praktyk buddyzmu tybetańskiego związanych w szczególności z dzogczen.

## Etymologia
Termin rigpa można tłumaczyć jako „pierwotną obecność” (ang. pristine awareness). Oznacza dosłownie „wiedzieć” w sensie „wglądu w jednej chwili”, „wglądu na wskroś”, „aha, rozumiem!”. Jest używany w szerokim zakresie począwszy od zwykłego wiedzenia, aż do terminologii dzogczen systemu trekciö (Wylie. khregs chod). System trekciö nadal słowo rigpa używa w sensie „wiedzieć”. Czögjal Namkhai Norbu podczas nauczania dzogczen używa tłumaczenia „natychmiastową obecność” (ang. instant presence). Rigpa stosowana jest w tybetańskim jako rzeczownik i jako czasownik. Słowo warto pozostawić w jego oryginalnej formie „rigpa”, tak jako to robili wybitni tłumacze, tacy jak Chögjam Trungpa Rinpocze (Wylie. chos rgyam drung pa rinpoche, 1939–1987 r.) i obecnie Tony Duff, który posuwa się nawet do słów „rigpa” i „rigpować”.

## Użycie terminu w buddyzmie
Termin rigpy jest związany z buddyjskimi pojęciami natura buddy oraz siunjata stosowanymi powszechnie w Mahajanie, która są potocznie rozumiane jako natura umysłu. Jednak nie jest to ścisłe rozumienie, gdyż należałoby wtedy zrównać „naturę umysłu” z „naturą buddy”, co przez to oznaczałoby, że umysł jest buddą i nawiązywało do nauk filozofii czittamatra, która jest krytykowana przez madhjamakę. Nauki dzogczen jednak podkreślają, że to jest rozpoznanie naturalnie wrodzonego stanu obecności, który jest poza umysłem, poza wszelkimi konceptualnymi, dualistycznymi wytworami, kontynuowanego nieprzerwanie nawet po śmierci (ciała) poprzez kolejne odrodzenia. Rigpa totalnie posiada w sobie wszystkie manifestacje, takie jak trzy ciała Buddy, uwzględniając całą samsarę i nirwanę. Pewne podobieństwo do rigpy wykazuje termin Przejrzyste Światło stosowany w naukach tantr jogi najwyższej. „Przejrzyste Światło” odnosi się jednak to stanu dharmakai, tylko jednego z trzech ciał Buddy (sanskryt. kai). Padmasambhava, wielki mahasiddha, który wprowadził buddyzm do Tybetu, opisuje to tak:
„w rigpie trzy kaje są nierozdzielne i w pełni obecne jak jedna: pusta, przez nikogo nie stworzona – jest więc dharmakają, jej świetlista jasność reprezentuje właściwą pustce Przejrzystą promienność – jest więc sambhogakają, jej pojawianiu się nic nie może przeszkodzić – jest więc nirmanakają.”
W terminologii dzogczen według nauk nintik (transliteracja Wyliego. sNying thig, tłum. tikle serca; jeden z cykli kategorii mennakde) odpowiada to potrójnej istocie rigpy: pierwotnie czystej (Wyl. Ka-dak) Esencji (Wyl. Ngo-bo), spontanicznie zrealizowanej (Wyl. Lhun-Grub) Naturze (Wyl. Rang bZhin), wszechobecnej Mocy (Wyl. Rtsal) współodczucia (Wylie. Thugs rje) dla nieprzebranych manifestacji samsary i nirvany.
Jeden z najbardziej znanych współczesnych nauczycieli Dzogczen Czogjal Namkhai Norbu tak opisuje termin Rigpy:
„Terminu rigpa używa się obecnie w różnych aspektach, czasami w znaczeniu inteligencji. Ale słowo rigpa w naukach dzogczen nie oznacza jedynie zwykłej wiedzy czy inteligencji. Chodzi tutaj o doświadczenie. Kiedy ktoś sam uzyskuje doświadczenie natychmiastowej obecności, wtedy ją rozpoznaje i rzeczywiście wie co znaczy rigpa.”

## Różnica pomiędzy terminami rigpa i Umysł
Nauki dzogczen opisują, że w czasie procesu umierania rigpa, „pierwotna obecność”, jest na krótko odsłonięta w pełni, dając każdemu możliwość osiągnięcia wyzwolenia, gdy się ją rozpozna. Rigpę można rozpoznać, już nawet za życia, jeżeli zrealizowało się praktyki związane z dzogczen, tj. trekciö (tyb.. ཁྲེགས་ཆོད་, Wylie. khregs-chod) i tögal (tyb.. ཐོད་རྒལ་, Wylie. thod-rgal).
Zgodnie z terminologią dzogczen tam, gdzie jest umysł (Wyl. Sems) nie ma oświecenia (Wyl. Ma-Rig-pa), a gdy pierwotna obecność (Wyl. Rig-pa) wyzwoli się z umysłu (Wyl. Sems), używana jest do praktyki. Termin rigpa związany jest z dogłębnym “przedarciem się” (Wyl. Khregs chod) przez Umysł (Wyl. Sems) w celu odsłonięcia poglądu „pierwotnej czystości” (Wyl. Ka-dak), który wykracza poza konceptualność.
Oprócz tego termin rigpa związany jest również ze spontanicznym zrealizowaniem (Wyl. Lhun-Grub). Zgodnie z procesem reinkarnacji według dwunastu ogniw współzależnego powstawania, każda czująca istota zanim narodzi się w świecie cierpień samsary musi najpierw ulec niewiedzy w czasie śmierci poprzedniego życia oraz w czasie stanu pośredniego bardo przed narodzinami. Według dzogczen niewiedza to marigpa (Wyl. Ma-Rig-pa) – przeciwieństwo rigpy, które uniemożliwia rozpoznanie pierwotnej czystości (Wyl. Ka-dak) w czasie śmierci lub nie rozpoznanie spontanicznego zrealizowania (Wyl. Lhun-Grub) zjawisk w czasie stanu bardo dharmaty (Wyl. Chos-nyid Bar-do); chodzi o pierwszy, świetlisty stan bardo pomiędzy śmiercią a następnym odrodzeniem. 
Dopiero po nierozpoznaniu tego manifestuje się stopniowo Umysł (Wylie: sems), który zaczyna doświadczać zjawisk jako dualistycznie oddzielonych od niego, a w wyniku tego Umysłu następuje przekształcenie się zjawisk z bardo dharmaty (Wylie: chos nyid bar do) w sansaryczne formy pięciu żywiołów (przestrzeni, wiatru, ognia, wody, ziemi) w czasie drugiego bardo „stawania się” (Wylie: srid pa bar do), aż do odrodzenia po stanie bardo w świecie, a po odrodzeniu życie w świecie dualności „Ja – Inni” i konceptualności, kiedy aktywny jest Umysł (Wylie: sems)..